# Castell de la Cirera (Sant Feliu Sasserra)
El Castell de la Cirera és una fortificació al terme municipal de Sant Feliu Sasserra (Bages) declarada bé cultural d'interès nacional. Del castell només es conserva una torre adossada a la part nord-oest del mas la Cirera. És una torre rodona del segle xi, amb murs de carreus ben tallats i polits, disposats en filades regulars, que es conserven fins a una alçada de 3,20 metres del terra, tot i que ha desaparegut un tros de mur del cantó de ponent. El diàmetre extern és de 6,10 m i l'intern de 2,60 m. El parament és de carreus petits ben treballats units amb morter fent filades regulars.
Les primeres notícies del castell es remunten a l'any 952; poc després n'adquiria entitat pròpia per la desaparició del castell d'Oristà, del qual depenia anteriorment. Torna a ser documentat el 1035. Formava part de l'antic terme del castell d'Oristà i adquirí entitat pròpia a finals del segle xi. Més tard restà vinculat a la família Lluçà. Del castell procedia una família de cavallers cognomenats Cirera o Sacirera, feudataris dels Lluçà i dels bisbes de Vic als segles XII-XIV. Possiblement el castell entrà en decadència després de la revolta remença, com succeí amb tots els castells lluçanesos. Al segle xix es transformà en masia.